# Примокшанское сельское поселение
Примокшанское се́льское поселе́ние — муниципальное образование в Ковылкинском районе Мордовии Российской Федерации.
Административный центр — посёлок Примокшанский.

## История
Статус и границы сельского поселения установлены Законом Республики Мордовия от 7 февраля 2005 года № 13-З «Об установлении границ муниципальных образований Ковылкинского муниципального района, Ковылкинского муниципального района и наделении их статусом сельского поселения, городского поселения и муниципального района».

## Население
| 2002 | 2010 | 2012 | 2013 | 2014 | 2015 | 2016 |
| ---- | ---- | ---- | ---- | ---- | ---- | ---- |
| 886  | ↗890 | ↗894 | ↘893 | ↘889 | ↘888 | ↘864 |
| 2017 | 2018 | 2019 | 2020 | 2021 |      |      |
| ↘837 | ↘811 | ↘782 | ↘778 | ↗853 |      |      |

## Состав сельского поселения
| № | Населённый пункт | Тип населённого пункта | Население |
| - | ---------------- | ---------------------- | --------- |
| 1 | Андреевка        | деревня                | ↘38       |
| 2 | Примокшанский    | посёлок                | ↗730      |
| 3 | Слободиновка     | деревня                | ↘122      |